# Zoramia
Zoramia is een geslacht van straalvinnige vissen uit de familie van kardinaalbaarzen (Apogonidae).

## Soorten
De volgende soorten zijn bij het geslacht ingedeeld:
- Zoramia flebila Greenfield, Langston & Randall, 2005[3]
- Zoramia fragilis (Smith, 1961)[4]
- Zoramia gilberti (Jordan & Seale, 1905)[5]
- Zoramia leptacantha (Bleeker, 1856-57)
- Zoramia perlita (Fraser & Lachner, 1985)[6]
- Zoramia viridiventer Greenfield, Langston & Randall, 2005[3]